# Gabillou
 Gabillou  es una población y comuna francesa, situada en la región de Aquitania, departamento de Dordoña, en el distrito de Périgueux y cantón de Thenon.

## Demografía
| 148 | 130 | 97 | 94 | 104 | 89 | 106 |
| Para los censos de 1962 a 1999 la población legal corresponde a la población sin duplicidades (Fuente: INSEE [Consultar]) |     |    |    |     |    |     |